# نجم الهيليوم
نجم الهيليوم (بالإنجليزية: Helium star)‏ هو نجم من النوع O أو B حسب التصنيف النجمي في علم الفلك، لونه أزرق، وله خطوط هيليوم قوية، وخطوط هيدروجين أقل من المعتاد، مما يشير إلى أن هناك رياح نجمية قوية وفقدان لكتلة الغلاف الخارجي. وفي حالة نجم الهيليوم المتطرف (EHe) فإنه يفتقر كليا إلى الهيدروجين في أطيافه. تقع نجوم الهيليوم النقية على أو بالقرب من سلسلة نجوم الهيليوم الرئيسية، بطريقة مشابهة لسلسلة نجوم الهيدروجين الأكثر شيوعا. قديما كان نجم الهيليوم مرادفا للنجم من فئة B ولكن لم يعد كذلك حاليا.
ويُطلق مصطلح نجم الهيليوم أيضا على نجم افتراضي أو نجم مجمد يمكن أن يتشكل في حال اندماج نجمين من أقزام الهيليوم البيضاء التي لا يقل مجموع كتلتيها عن 0.5 كتلة شمسية، ومن ثم يبدأ الاندماج النووي للهيليوم بعمر يصل إلى مئات ملايين السنين، وهذا يحدث فقط إذا كانت هاتين الكتلتين الثنائيتين تشتركان في نفس نوع الغلاف، ويُعتقد أن هذا الاندماج هو أصل نجوم الهيليوم المتطرفة.
وقد لوحظت القدرة الكبيرة لنجم الهيليوم على التحول إلى أجسام نجمية أخرى على مر السنين، فالنظام الأزرق السابق للمستعر الأعظم (2012Z) من نوع la الموجود في المجرة الحلزونية (NGC 1309) يشبه مستعر الهيليوم المجرّي (V445 Puppis) مما يدل على على أن (SN2012Z) كان انفجارا لقزم أبيض مكون من نجوم هيليوم مقترنة ببعضها، ولوحظ أيضا أن نجم الهيليوم المتنامي لديه القدرة على التحول إلى عملاق أحمر بعد أن يفقد غلافه الهيدروجيني في المستقبل.